# Kámbos (ort i Grekland)
Kámbos (Kampos) är en ort i Grekland.   Den ligger i prefekturen Nomós Dodekanísou och regionen Sydegeiska öarna, i den östra delen av landet, 260 km öster om huvudstaden Aten. Kámbos ligger 251 meter över havet och antalet invånare är 633. Den ligger på ön Patmos.
Terrängen runt Kámbos är platt österut, men västerut är den kuperad. Närmaste större samhälle är Skála, 3,6 km söder om Kámbos. 